# آنتونی ونگ ییو-مینگ
آنتونی ونگ ییو-مینگ (انگلیسی: Anthony Wong Yiu-ming؛ زادهٔ ۱۶ ژوئن ۱۹۶۲) موسیقی‌دان اهل هنگ کنگ است.